# Mole River (Dumaresq River)
Der Mole River ist ein Fluss im Norden des australischen Bundesstaates New South Wales.
Die Quelle liegt in der Great Dividing Range zwischen Glen Innes und Tenterfield im nördlichen Teil des Hochlands von New England. Der Mole River fließt nach Nordwesten und mündet bei Mole River in den Dumaresq River, einen Nebenfluss der Quellflüsse des Darling River.
Das Gebiet, durch das der Mole River fließt, ist gebirgig, felsig und eher unzugänglich.
Die Verwaltung des Tenterfield Shire plant einen Stausee am Mole River.